# ميخائيل دوبسون
ميخائيل دوبسون (بالإنجليزية: Michael Dobson)‏ هو لاعب كرة قدم بريطاني، ولد في 9 أبريل 1981 في ايزلورث في المملكة المتحدة. لعب مع نادي برينتفورد ونادي ريدنغ ونادي والسول.

## وصلات خارجية
- ميخائيل دوبسون على موقع قاعدة بيانات كرة القدم.إي يو (الإنجليزية)
- ميخائيل دوبسون على موقع Soccerbase.com (لاعب) (الإنجليزية)